# M17 (Bosnien und Herzegowina)

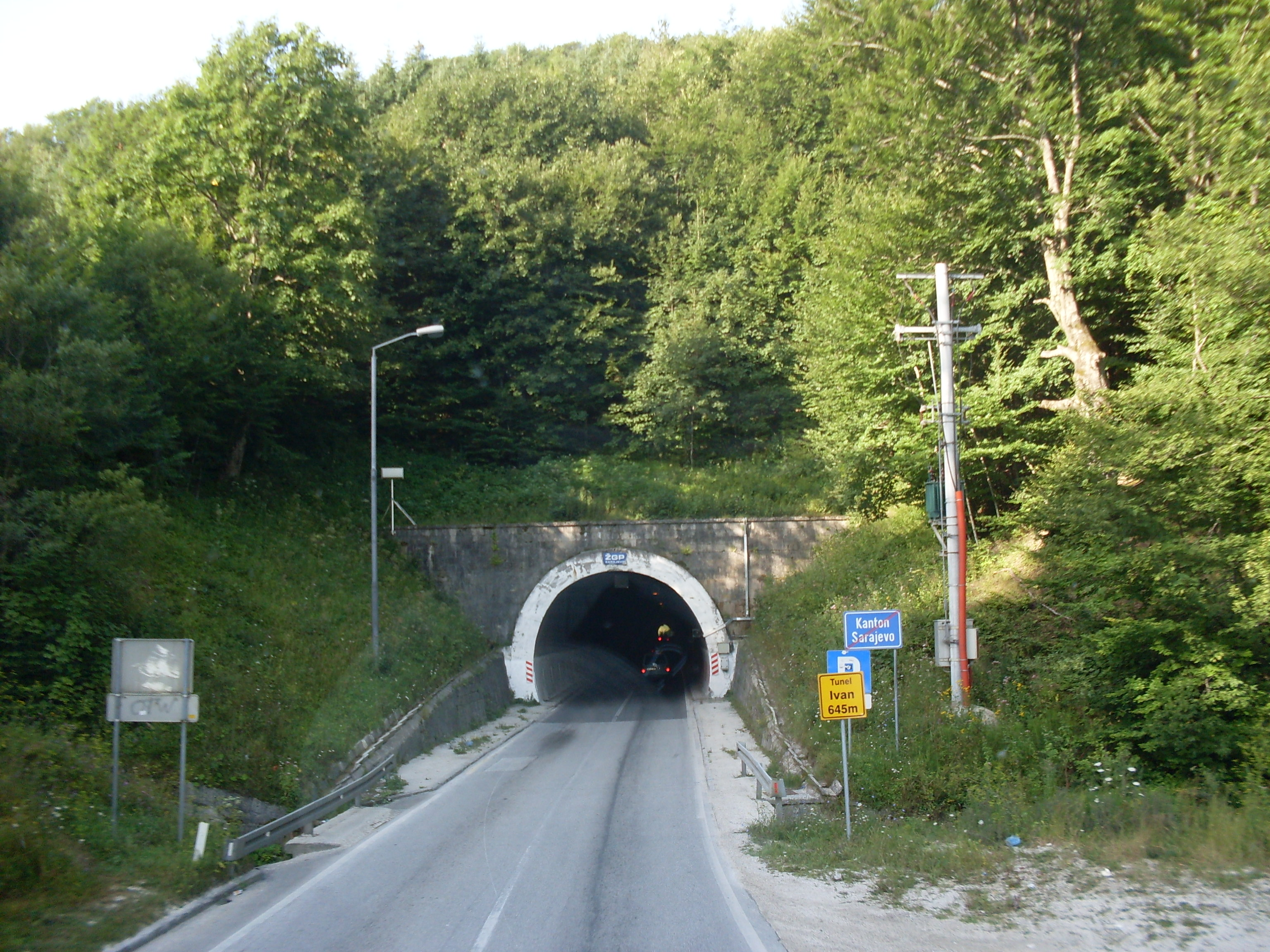
Nordportal des 645 Meter langen Ivan-Tunnels zwischen Sarajevo und Mostar. Der Tunnel an der Wasserscheide von Bosna und Neretva diente früher der inzwischen eingestellten Narentabahn.

Die M17 (kroatisch/bosnisch Magistralna cesta bzw. serbisch Магистрални пут/Magistralni put) ist eine Magistralstraße in Bosnien und Herzegowina. Sie führt größtenteils entlang der Flüsse Bosna und Neretva von der kroatischen Grenze bei Bosanski Šamac über Modriča, Doboj, Zenica, Sarajevo, Jablanica und Mostar zur kroatischen Grenze bei Čapljina. Sie ist die wichtigste Nord-Süd-Verbindung des Landes, und deswegen wird parallel zu ihr die Autobahn A1 gebaut.